# Фриформ
Фриформ или фриформ-хардкор (англ. freeform hardcore) — жанр электронной музыки, оформившийся в конце 90-х — начале 2000-х гг. в Англии. Отличительные особенности: скорость около 170—175 bpm, характерная для хард-дэнса или хард-транса прямая бочка, бас в оффбите, часто используемые быстрые арпеджиаторы/гейты и «кислота», трансовая или психоделически-трансовая мелодика, вставки брейкбита (электро, драм-н-бейса и т. д.). Как правило, треки имеют слегка агрессивную, либо немного печальную окраску.
Фриформ был создан в попытках придать английскому хэппи-хардкору более серьёзное и разнообразное звучание, во времена кризиса последнего. В результате появился стиль, состоящий из элементов практически всех других основных стилей танцевальной электроники на плотной и быстрой ритмической основе.
Флагманом фриформа является альянс лейблов Nu Energy Collective, а также одноименная группа (Kevin Energy, Sharkey, AMS, K-Complex, Arkitech). Кевин Энерджи является главным популяризатором этой музыки и, фактически, человеком, создавшим её в том виде, в котором она существует в настоящий момент.
Отдельным поджанром можно выделить финский (психоделический) фриформ, более быстрый и скорее напоминающий разогнанный psychedelic trance.
Наиболее близкие по звучанию стили — современный UK-хардкор, голландский транскор второй половины 90-х, английский хард-транс.